# ローラーとバイオリン
『ローラーとバイオリン』(原題ロシア語:КАТОК И СКРИПКА；英語:The Steamroller and the Violin)は、アンドレイ・タルコフスキーの監督による、1960年の旧ソ連の短編映画である。当時VGIK（全ソヴィエト連邦映画大学）の学生だった28歳のタルコフスキーの卒業制作としてつくられたタルコフスキーの事実上の処女作。ニューヨーク国際学生映画コンクール第一位。

## キャスト
- サーシャ：イーゴリ・フォムチェンコ
- セルゲイ：ウラジーミル・ザマンスキー
- 少女：ニーナ・アルハンゲリスカヤ
- サーシャの母：マリナ・アドジユベイ
- その他：ユーラ・ブルーセフ、スラヴァ・ボリーソフ、サーシャ・ヴィトスラフスキー

## ストーリー
音楽好きで感受性の強い少年サーシャは、いつもバイオリンを持ち歩いていた。そんなサーシャを良く思っていない街の少年達は、ある日サーシャを取り囲んで脅かすが、ローラーを引いて整地作業をしていた労働者の青年セルゲイに助けられる。サーシャとセルゲイは階級を超えて心を通わすようになり、セルゲイはサーシャをローラーに乗せ、サーシャはセルゲイに音楽を聞かせる。二人は映画『チャパーエフ』を観に行く約束をするが、サーシャが労働者とつき合うことを良く思っていなかった母親に反対され、約束の時間に映画館へ行くことができなかった。

## 概説
水や廃墟、鏡などのモチーフが既に現れており、端々にタルコフスキーらしさがうかがえる映画である。

通常の卒業制作はせいぜい20分程度であることを考えれば、本作（46分）は非常に長い映画であると言える。このことについてタルコフスキーは「もし正常な長さのショットを引き延ばせば、最初は退屈になる。しかしさらに引き延ばすと、興味がわいてくる。 それをさらに延ばせば、新たな質、新たな関心の強度が生まれる。」と語っており、タルコフスキー的な時間の長さがこの時点で既に意識的に計算されていたことが分かる。

なお、サーシャが音楽の先生に弾いて聞かせた曲は『青い空』と『夏の雨』である。

## 製作
フランスのアルベール・ラモリスの短編映画『赤い風船』の翻案として作られた。

共同脚本のアンドレイ・コンチャロフスキーは映画大学の同窓生である。二人は本作の脚本を半年以上かけて書き上げたという。

当初タルコフスキーはカンヌも受賞した名カメラマン、セルゲイ・ウルセフスキーを使う予定だったのだが、ウルセフスキーが断ったためワジム・ユーソフがカメラマンを務めることになった。その後ユーソフは『僕の村は戦場だった』『アンドレイ・ルブリョフ』『惑星ソラリス』の撮影も手がけることになり、タルコフスキーとは名コンビとなる。